# فيوليت جاكوب
فيوليت جاكوب (بالإنجليزية: Violet Jacob)‏ (1 سبتمبر 1863 في المملكة المتحدة - 9 سبتمبر 1946، أنغوس في المملكة المتحدة)؛ كاتِبة ومؤلِّفة وشاعرة بريطانية.